# 津巴布韋國家足球隊
津巴布韦國家足球隊是津巴布韋的國家足球代表隊，由津巴布韋足球協會組織而成，現時屬於國際足協及非洲足協成員國之一。津巴布韋國家足球隊於1980年之前稱為羅德西亞國家足球隊，津巴布韋從沒有晉身過世界杯決賽周；津巴布韋參與過5次非洲國家盃，但都在小組賽止步。2015年3月，因積欠巴西籍前總教練何塞·克勞迪內·格奧爾基尼薪資，遭到國際足球總會禁賽，因而無法參加2018年世界盃足球賽會外賽。
津巴布韋的球衣贊助商是LEGEA。

## 世界杯成績
- 1930年 至 1966年 - 沒有參與（仍然名為羅德西亞）
- 1970年 - 外圍賽（仍然名為羅德西亞）
- 1974年 至 1978年 - 沒有參與（仍然名為羅德西亞）
- 1982年 至 2014年 - 外圍賽出局
- 2018年 - 因積欠職員薪資而遭國際足球總會禁賽
- 2022年 - 外圍賽出局

## 非洲國家盃成績
| 非洲國家盃參賽紀錄 | 非洲國家盃參賽紀錄           | 非洲國家盃參賽紀錄           | 非洲國家盃參賽紀錄           | 非洲國家盃參賽紀錄           | 非洲國家盃參賽紀錄           | 非洲國家盃參賽紀錄           | 非洲國家盃參賽紀錄           | 非洲國家盃參賽紀錄           |
| 年份               | 最終成績                     | 總排名                       | 場數                         | 勝                           | 和*                          | 負                           | 入球                         | 失球                         |
| ------------------ | ---------------------------- | ---------------------------- | ---------------------------- | ---------------------------- | ---------------------------- | ---------------------------- | ---------------------------- | ---------------------------- |
| 1957年             | 沒有參與（仍然名為羅德西亞） | 沒有參與（仍然名為羅德西亞） | 沒有參與（仍然名為羅德西亞） | 沒有參與（仍然名為羅德西亞） | 沒有參與（仍然名為羅德西亞） | 沒有參與（仍然名為羅德西亞） | 沒有參與（仍然名為羅德西亞） | 沒有參與（仍然名為羅德西亞） |
| 1959年             | 沒有參與（仍然名為羅德西亞） | 沒有參與（仍然名為羅德西亞） | 沒有參與（仍然名為羅德西亞） | 沒有參與（仍然名為羅德西亞） | 沒有參與（仍然名為羅德西亞） | 沒有參與（仍然名為羅德西亞） | 沒有參與（仍然名為羅德西亞） | 沒有參與（仍然名為羅德西亞） |
| 1962年             | 沒有參與（仍然名為羅德西亞） | 沒有參與（仍然名為羅德西亞） | 沒有參與（仍然名為羅德西亞） | 沒有參與（仍然名為羅德西亞） | 沒有參與（仍然名為羅德西亞） | 沒有參與（仍然名為羅德西亞） | 沒有參與（仍然名為羅德西亞） | 沒有參與（仍然名為羅德西亞） |
| 1963年             | 沒有參與（仍然名為羅德西亞） | 沒有參與（仍然名為羅德西亞） | 沒有參與（仍然名為羅德西亞） | 沒有參與（仍然名為羅德西亞） | 沒有參與（仍然名為羅德西亞） | 沒有參與（仍然名為羅德西亞） | 沒有參與（仍然名為羅德西亞） | 沒有參與（仍然名為羅德西亞） |
| 1965年             | 沒有參與（仍然名為羅德西亞） | 沒有參與（仍然名為羅德西亞） | 沒有參與（仍然名為羅德西亞） | 沒有參與（仍然名為羅德西亞） | 沒有參與（仍然名為羅德西亞） | 沒有參與（仍然名為羅德西亞） | 沒有參與（仍然名為羅德西亞） | 沒有參與（仍然名為羅德西亞） |
| 1968年             | 沒有參與（仍然名為羅德西亞） | 沒有參與（仍然名為羅德西亞） | 沒有參與（仍然名為羅德西亞） | 沒有參與（仍然名為羅德西亞） | 沒有參與（仍然名為羅德西亞） | 沒有參與（仍然名為羅德西亞） | 沒有參與（仍然名為羅德西亞） | 沒有參與（仍然名為羅德西亞） |
| 1970年             | 沒有參與（仍然名為羅德西亞） | 沒有參與（仍然名為羅德西亞） | 沒有參與（仍然名為羅德西亞） | 沒有參與（仍然名為羅德西亞） | 沒有參與（仍然名為羅德西亞） | 沒有參與（仍然名為羅德西亞） | 沒有參與（仍然名為羅德西亞） | 沒有參與（仍然名為羅德西亞） |
| 1972年             | 沒有參與（仍然名為羅德西亞） | 沒有參與（仍然名為羅德西亞） | 沒有參與（仍然名為羅德西亞） | 沒有參與（仍然名為羅德西亞） | 沒有參與（仍然名為羅德西亞） | 沒有參與（仍然名為羅德西亞） | 沒有參與（仍然名為羅德西亞） | 沒有參與（仍然名為羅德西亞） |
| 1974年             | 沒有參與（仍然名為羅德西亞） | 沒有參與（仍然名為羅德西亞） | 沒有參與（仍然名為羅德西亞） | 沒有參與（仍然名為羅德西亞） | 沒有參與（仍然名為羅德西亞） | 沒有參與（仍然名為羅德西亞） | 沒有參與（仍然名為羅德西亞） | 沒有參與（仍然名為羅德西亞） |
| 1976年             | 沒有參與（仍然名為羅德西亞） | 沒有參與（仍然名為羅德西亞） | 沒有參與（仍然名為羅德西亞） | 沒有參與（仍然名為羅德西亞） | 沒有參與（仍然名為羅德西亞） | 沒有參與（仍然名為羅德西亞） | 沒有參與（仍然名為羅德西亞） | 沒有參與（仍然名為羅德西亞） |
| 1978年             | 沒有參與（仍然名為羅德西亞） | 沒有參與（仍然名為羅德西亞） | 沒有參與（仍然名為羅德西亞） | 沒有參與（仍然名為羅德西亞） | 沒有參與（仍然名為羅德西亞） | 沒有參與（仍然名為羅德西亞） | 沒有參與（仍然名為羅德西亞） | 沒有參與（仍然名為羅德西亞） |
| 1980年             | 沒有參與（仍然名為羅德西亞） | 沒有參與（仍然名為羅德西亞） | 沒有參與（仍然名為羅德西亞） | 沒有參與（仍然名為羅德西亞） | 沒有參與（仍然名為羅德西亞） | 沒有參與（仍然名為羅德西亞） | 沒有參與（仍然名為羅德西亞） | 沒有參與（仍然名為羅德西亞） |
| 1982年             | 外圍賽出局                   | 外圍賽出局                   | 外圍賽出局                   | 外圍賽出局                   | 外圍賽出局                   | 外圍賽出局                   | 外圍賽出局                   | 外圍賽出局                   |
| 1984年             | 外圍賽出局                   | 外圍賽出局                   | 外圍賽出局                   | 外圍賽出局                   | 外圍賽出局                   | 外圍賽出局                   | 外圍賽出局                   | 外圍賽出局                   |
| 1986年             | 外圍賽出局                   | 外圍賽出局                   | 外圍賽出局                   | 外圍賽出局                   | 外圍賽出局                   | 外圍賽出局                   | 外圍賽出局                   | 外圍賽出局                   |
| 1988年             | 外圍賽出局                   | 外圍賽出局                   | 外圍賽出局                   | 外圍賽出局                   | 外圍賽出局                   | 外圍賽出局                   | 外圍賽出局                   | 外圍賽出局                   |
| 1990年             | 外圍賽出局                   | 外圍賽出局                   | 外圍賽出局                   | 外圍賽出局                   | 外圍賽出局                   | 外圍賽出局                   | 外圍賽出局                   | 外圍賽出局                   |
| 1992年             | 外圍賽出局                   | 外圍賽出局                   | 外圍賽出局                   | 外圍賽出局                   | 外圍賽出局                   | 外圍賽出局                   | 外圍賽出局                   | 外圍賽出局                   |
| 1994年             | 外圍賽出局                   | 外圍賽出局                   | 外圍賽出局                   | 外圍賽出局                   | 外圍賽出局                   | 外圍賽出局                   | 外圍賽出局                   | 外圍賽出局                   |
| 1996年             | 外圍賽出局                   | 外圍賽出局                   | 外圍賽出局                   | 外圍賽出局                   | 外圍賽出局                   | 外圍賽出局                   | 外圍賽出局                   | 外圍賽出局                   |
| 1998年             | 外圍賽出局                   | 外圍賽出局                   | 外圍賽出局                   | 外圍賽出局                   | 外圍賽出局                   | 外圍賽出局                   | 外圍賽出局                   | 外圍賽出局                   |
| 2000年             | 外圍賽出局                   | 外圍賽出局                   | 外圍賽出局                   | 外圍賽出局                   | 外圍賽出局                   | 外圍賽出局                   | 外圍賽出局                   | 外圍賽出局                   |
| 2002年             | 外圍賽出局                   | 外圍賽出局                   | 外圍賽出局                   | 外圍賽出局                   | 外圍賽出局                   | 外圍賽出局                   | 外圍賽出局                   | 外圍賽出局                   |
| 2004年             | 小組賽                       | 14/16                        | 3                            | 1                            | 0                            | 2                            | 6                            | 8                            |
| 2006年             | 小組賽                       | 13/16                        | 3                            | 1                            | 0                            | 2                            | 2                            | 5                            |
| 2008年             | 外圍賽出局                   | 外圍賽出局                   | 外圍賽出局                   | 外圍賽出局                   | 外圍賽出局                   | 外圍賽出局                   | 外圍賽出局                   | 外圍賽出局                   |
| 2010年             | 外圍賽出局                   | 外圍賽出局                   | 外圍賽出局                   | 外圍賽出局                   | 外圍賽出局                   | 外圍賽出局                   | 外圍賽出局                   | 外圍賽出局                   |
| 2012年             | 外圍賽出局                   | 外圍賽出局                   | 外圍賽出局                   | 外圍賽出局                   | 外圍賽出局                   | 外圍賽出局                   | 外圍賽出局                   | 外圍賽出局                   |
| 2013年             | 外圍賽出局                   | 外圍賽出局                   | 外圍賽出局                   | 外圍賽出局                   | 外圍賽出局                   | 外圍賽出局                   | 外圍賽出局                   | 外圍賽出局                   |
| 2015年             | 外圍賽出局                   | 外圍賽出局                   | 外圍賽出局                   | 外圍賽出局                   | 外圍賽出局                   | 外圍賽出局                   | 外圍賽出局                   | 外圍賽出局                   |
| 2017年             | 小組賽                       | 14/16                        | 3                            | 0                            | 1                            | 2                            | 4                            | 8                            |
| 2019年             | 小組賽                       | 21/24                        | 3                            | 0                            | 1                            | 2                            | 1                            | 6                            |
| 2021年             | 小組賽                       | 17/24                        | 3                            | 1                            | 0                            | 2                            | 3                            | 4                            |
| 2023年             | 被國際足協暫停會籍無法參賽   | 被國際足協暫停會籍無法參賽   | 被國際足協暫停會籍無法參賽   | 被國際足協暫停會籍無法參賽   | 被國際足協暫停會籍無法參賽   | 被國際足協暫停會籍無法參賽   | 被國際足協暫停會籍無法參賽   | 被國際足協暫停會籍無法參賽   |
| Total              | 小組賽                       | 6/35                         | 15                           | 3                            | 2                            | 10                           | 16                           | 31                           |